# Vincent Colonna
Pour les articles homonymes, voir Colonna.
Vincent Colonna (né en 1958) est un écrivain, un qualitativiste, un scénariste et un script doctor né à Alger, de nationalité algérienne et française. Il vit et travaille à Paris.

## Biographie

### Enfance et éducation
Vincent Colonna est l'enfant d'un couple de sympathisants du FLN, la sociologue Fanny Colonna, née Fanny Reynaud, et le médecin Pierre Colonna, naturalisés Algériens après l'indépendance, et ayant choisi de vivre dans l'Algérie socialiste. Il est le frère de Marie Colonna, réalisatrice, de François Colonna, graphiste, et de Ugo Colonna, formateur en insertion professionnelle. Après un baccalauréat passé à Alger, il mène des études supérieures à Paris.
Il soutient d'abord une maîtrise de philosophie, en 1981, sur les conceptions du langage de John Langshaw Austin et Bertrand Russell. Le mémoire est dirigé par Jean-Toussaint Desanti. Ensuite, il  prépare un D. E. A. (Diplôme d'Etudes Approfondies) et une "nouvelle thèse" en Sciences du Langage à la sixième section de l'E. H. E. S. S. (École des hautes études en sciences sociales) sous la direction de  Gérard Genette, et soutenue en 1989. Il s'agit alors de la première monographie consacrée à l'autofiction. Dans cette première approche (Théorie I), Vincent Colonna tente de démontrer l'universalité d'une pratique littéraire et artistique où l'auteur se déréalise, s'invente une identité et/ou une existence. Si Gérard Genette valide cette description, cette approche est critiquée entre autres par Serge Doubrovsky qui souhaite limiter le genre à un nouveau type d'écriture intime.
Durant l'élaboration de sa thèse, il travaille comme enseignant à Nairobi, à Saint-Pierre et Miquelon et dans la région parisienne.

### Carrière

#### Marketing
Immédiatement après sa soutenance, découragé par l'état de la Recherche française qui offre très peu de postes, Vincent Colonna entre dans le secteur des études de marché.
Embauché par la société Sorgem comme sémioticien et narratologue, il élabore une nouvelle théorie du sponsoring télé avec Daniel Bô, et y développe le secteur des études radiophoniques et télévisuelles.

#### Écriture
En 1992, avec le cinéaste Merzak Allouache, il publie un volume collectif d'essais et de nouvelles consacrés aux trente ans de l'Algérie libre, Les Enfants de l'indépendance.
Mais Vincent Colonna ne commence sa carrière d'écrivain qu'en 1999. Depuis, il publie soit sous son nom d'Etat civil, soit sous le pseudonyme de Barouk Salamé.
En 1999, fin de la guerre civile algérienne, il publie aux éditions Tristram le roman Yamaha d'Alger. Il y invente la vie d'un supporter du club de foot C.R.B. (Chabab Riyadi Belcourt), assassiné à Alger le 12 juin 1995 par des islamistes armés. Le roman est suivi d'un monologue incendiaire sur la politique dans l'Algérie indépendante, La Diatribe du coiffeur. En 2001, Colonna publie Ma vie transformiste, un roman chez la même maison d'édition qui traite de l'Afrique subsaharienne.
À la suite de ce livre, le magazine Géo lui commande un reportage sur la descente en pinasse du fleuve Nigerdans sa partie malienne, de Bamako à Gao.
En 2003, il publie un recueil collectif de nouvelles, aux éditions Autrement, avec entre autres, Mohamed Kacimi, Virginie Brac, Chawki Amari, Rima Ghazil : Alger, ville blanche sur fond noir.
Dans la nouvelle L’Ataya courage, Vincent Colonna décrit la spécificité agonistique de l'homosexualité algérienne, du point de vue d'un jeune journaliste français.

#### Recherche sur l'autofiction
En 2004, Vincent Colonna propose une nouvelle approche  de l'autofiction, plus œcuménique, cherchant à faire coexister toutes les définitions  du genre. L'essai est publié chez Tristram : Autofictions & autres mythomanies littéraires. Une traduction en arabe est en cours, pour une maison d'éditions marocaine. Par rapport à sa recherche doctorale, exposée quinze ans plus tôt, cet essai offre une « théorie II de l'autofiction » ; une typologie qui permet de quadriller approximativement la totalité du territoire de la fictionalisation de soi, en distinguant quatre directions créatives : spéculaire, fantastique, biographique, intrusive.
Ce modèle concordiste permet d'intégrer la conception intimiste de l'autofiction élaborée par Serge Doubrovsky, en qui Vincent Colonna perçoit une réactualisation du roman autobiographique. Quoique ce décryptage fut bien accueilli par la presse littéraire, certains critiques ou théoriciens universitaires lui ont reproché de transformer l'autofiction en une catégorie transhistorique, au détriment d'un genre intime, l'autobiographie postmoderne, bien délimité historiquement et formellement,,. Un destin certes fâcheux pour le savoir, mais vécu aussi par le phénomène du "genre" romanesque, qui depuis le "roman grec", ne cesse de se transformer et de se ramifier. Malraux expliquait ainsi que le roman n'était pas un "genre", mais un "domaine" littéraire. Peut-être en est-il de même pour l'autofiction ?
Ce versant poétique de l'œuvre de Vincent Colonna, (la poétique est la théorie des techniques d'écriture mimétique), comprend également une édition universitaire des Fleurs du mal de Baudelaire en collaboration avec Jean Delabroy et Laure Allard; et différents articles théoriques comme Fausses notes en 1983, sur la note en bas de page dans les romans de Georges Perec, ou La Querelle de la narration en 2008, qui critique la vision des séries télé américaines développée dans Storytelling de Christian Salmon. En 2015, la revue d'esthétique italienne Agalma, lui a demandé de raconter comment il percevait son rôle dans l'émergence de la problématique de l'autofiction, article publié sous le titre Autofinzioni, affabulazioni e istinti.

#### Romans policiers
Pour des articles ou des textes destinés au théâtre, Vincent Colonna avait déjà usé de différents pseudonymes : Lucienne Reynaud, Djallal Al-Rouh, sa préférence allant aux pseudonymes exprimant son « altérité incluse » d'enfant chrétien éduqué dans un pays musulman. En 2009, sous le pseudonyme de Barouk Salamé, un nom choisi pour raison de sécurité, mais aussi pour graver cette altérité intrinsèque, il publie son premier roman policier chez Rivages, dans la collection noire de François Guérif et Benjamin Guérif.
Deux autres thrillers sous le nom de Barouk Salamé, ont étoffé, chez Rivages, le cycle de l'enquêteur Serge Sarfaty : Arabian Thriller (2011) qui relate une tentative d'attentat à la Mecque, en réponse au 11 septembre 2001; et qui situe en Arabie saoudite, après l'apôtre Paul et l'orientaliste Alois Musil, la montagne où Yahvé est apparu à Moïse. Ce roman a connu moins de succès que le premier. Une guerre de génies, de héros et de lâches, vision iconoclaste de la Guerre d’indépendance algérienne, est le troisième volet de la série, paru en 2012.

#### Étude des séries télévisées
Vincent Colonna commence une carrière de script doctor avec La Famille Ramdam en 1990. Il travaille ensuite sur Seconde B et au lancement de Plus belle la vie en 2004.
Comme qualitativiste, pour des Productions ou des chaînes de télévision (F2, F3, Arte, Canal+, TF1, M6), dans le cadre de La Sorgem ou de sa défunte société Protagoras, il a accompagné le destin de nombreuses séries télé, à différents niveaux d'intervention. Ce parcours professionnel lui a permis de conduire des centaines d'entretiens, individuels ou collectifs, avec les différents auditoires des fictions télé ; et d’acquérir ainsi une expérience quasi-anthropologique de l'écoute télévisuelle de la fiction.
Après 2004, devant la révolution esthétique des séries américaines et étrangères, il s'inquiète du retard pris par la série française ; et cherche à formaliser une nouvelle méthode pour décomposer et évaluer les séries télé, en partant de la spécificité du médium télévisuel par rapport au cinéma,. Fruit  de ce travail, un diptyque est publié chez Payot en 2010 et 2015. Le premier tome traite de la série télévisée traditionnelle et de l'art de raconter des histoires en général; le second tome, de la série d'auteur, de sa spécificité esthétique et de sa fascination pour le Mal.

## Œuvres
Essai
- L'Art des séries télé 2 : L'Adieu à la morale, éditions Payot, 2015.
- L'Art des séries télé 1 : L'Appel du happy end, éditions Payot, 2010.
- Autofictions & autres mythomanies littéraires, éditions Tristram, 2004

Romans
- Ma vie transformiste, éditions Tristram, 2001.
- Yamaha d'Alger, éditions Tristram, 1999

Romans policiers sous le pseudonyme de Barouk Salamé
- Une guerre de génies, de héros et de lâches, éditions Rivages, 2012
- Arabian thriller, éditions Rivages, 2011
- Le Testament syriaque, éditions Rivages, 2009

Direction de volumes collectifs
- Algérie 30 ans, les enfants de l'indépendance, éditions Autrement, 1992
- Alger, ville blanche sur fond noir, éditions Autrement, 2003